# Catania Football Club
Il Catania Football Club, (AFI: /kaˈtanja/), è una società calcistica italiana con sede nella città di Catania. Milita in Serie C, la terza divisione del campionato italiano di calcio.
Il club attuale è erede della tradizione sportiva siciliana. Squadra fondata per la prima volta nel 1929 e che ottenne i migliori risultati con il sodalizio del 1946, fallito poi nel dicembre 2021, in seguito ad una grave crisi debitoria. La nuova società, ricostituita nel luglio del 2022, è ripartita dal campionato di Serie D, facendosi portatrice dell'intera tradizione calcistica catanese.
Nel 1953-1954 il club fu promosso per la prima volta in Serie A categoria in cui ha disputato diciassette campionati, ottenendo come migliore piazzamento l'ottavo posto nel 1960-1961, 1963-1964, 1964-1965 e 2012-2013. Il Catania figura al 25º posto nella classifica perpetua della Serie A e al 18º posto nella classifica perpetua della Serie B. Per tradizione sportiva è la sesta squadra più importante del Mezzogiorno. Ha vinto un campionato di Serie B e sei campionati di Serie C. Si è aggiudicato il primo trofeo nazionale della sua storia conquistando la Coppa Italia Serie C 2023-2024, battendo il Padova in finale. Altri risultati di rilievo sono la finale della Coppa delle Alpi 1964 e le semifinali della Coppa Italia 2007-2008. È stato uno degli otto club che rappresentò la FIGC nella Coppa delle Alpi 1960, vinta dalla Federazione italiana. Gioca le partite interne allo stadio Angelo Massimino.
Il Catania FC ha ampliato le sue attività sportive includendo anche il Beach soccer. Questa iniziativa è nata grazie a una partership con il Canalicchio Catania Beach Soccer che ha previsto solamente l'utilizzo del logo e delle maglie della storica compagine etnea. L'accordo si è concluso nel 2025 per volere di entrambe le parti.

## Storia

### Origini e fondazione della prima squadra professionistica

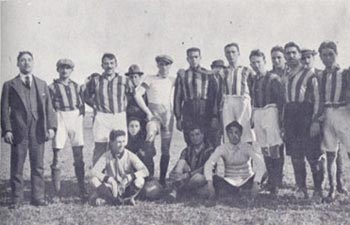
Foto di gruppo della Pro Patria Catania. Anno 1909.

La prima società sportiva della provincia di Catania venne fondata il 19 giugno 1908 con la denominazione Associazione Sportiva pro Educazione Fisica. La sezione calcistica si costituì nel 1910, con la denominazione di Unione Sportiva Catanese, che in quel periodo partecipò ai primi tornei amatoriali.
Terminato il primo conflitto mondiale, negli anni venti si iniziò con i campionati ufficiali: le formazioni cittadine di punta furono la ricostituita U.S. Catanese e la Juventus Catania F.C.. Nel 1920 la Catanese partecipò all'unica edizione della Coppa Federale Siciliana e nel 1928-1929 vinse il Campionato Provinciale.
Nel 1929, con l'avvento del professionismo nel calcio, ebbe luogo la fondazione della Società Sportiva Catania, nata dalla fusione di varie società calcistiche provenienti dal soppresso Campionato Catanese, tra cui la U.S. Catanese e la Juventus Catania F.C.

### Gli anni trenta, il cambio di denominazione e la guerra

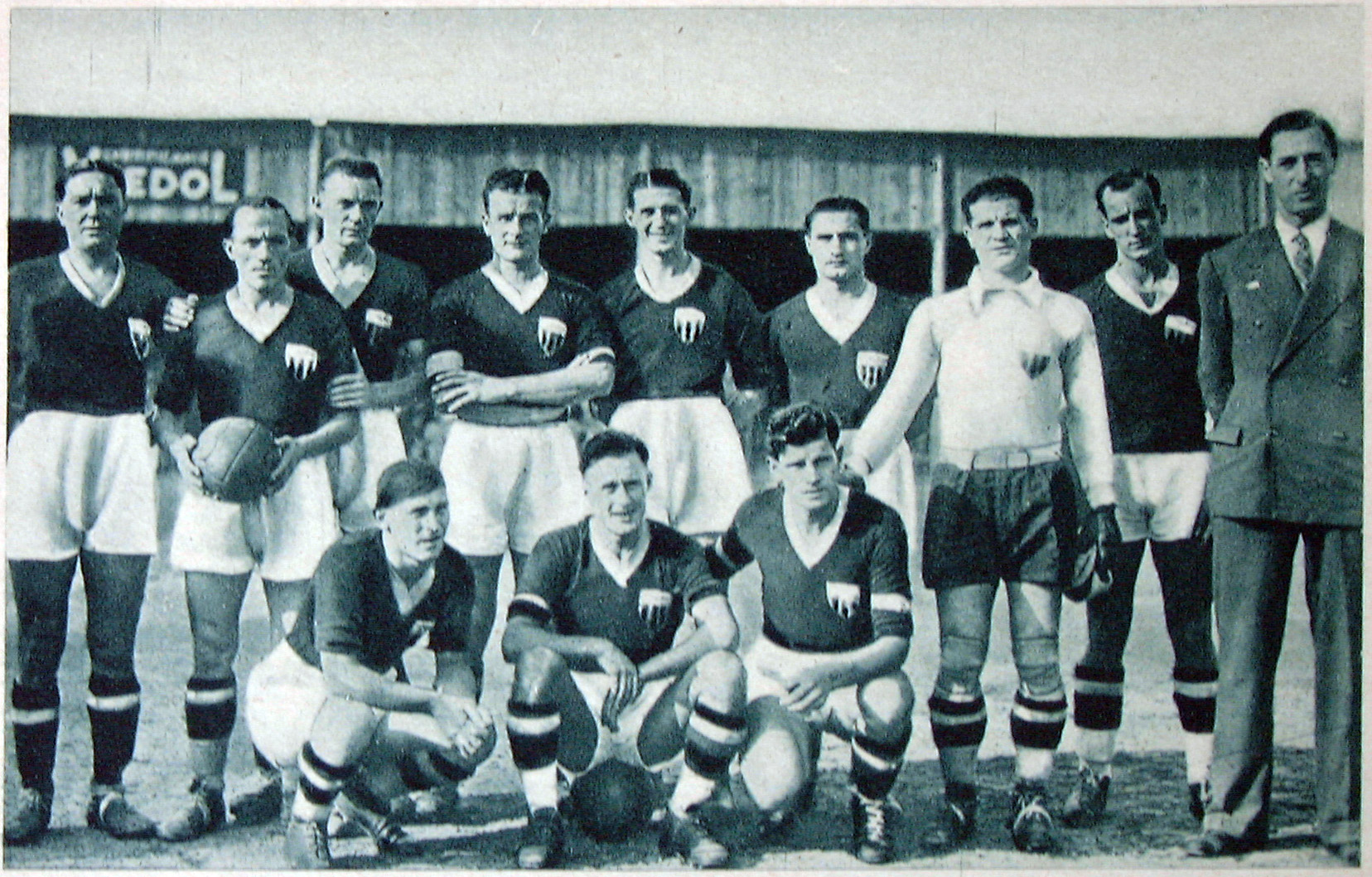
La squadra nella stagione 1933-1934

La S.S. Catania partì dal campionato di Seconda Divisione nella stagione calcistica 1929-1930; ammessa in Prima Divisione la stagione successiva, vinse il campionato 1933-1934 e ottenne il suo primo approdo in Serie B. Nel suo primo campionato fra i cadetti, la squadra giunse terza in classifica, lottando fino alla fine per la promozione in Serie A.
Nella stagione 1936-1937, culminata con la retrocessione in Serie C, il club cambiò denominazione in Associazione Fascista Calcio Catania.
L'A.F.C. Catania continuò a rappresentare la città di Catania, alternando campionati di Serie B e di Serie C, fino alla stagione 1942-1943. Con lo sbarco degli alleati in Sicilia, la FIGC, non potendo più garantire la regolarità del campionato, decise di continuare l'attività sportiva, escludendo però tutte le squadre siciliane.
L'Associazione Fascista Calcio Catania cessò definitivamente di esistere il 27 luglio 1944, insieme ad altre associazioni legate al regime.

### La nascita del Club Calcio Catania
La Catania sportiva ripartì disputando i tornei indetti, nel 1944 e 1945, dal restaurato Comitato Regionale Siculo di Orazio Siino. Furono quattro le formazioni catanesi a partecipare: l'Unione Sportiva Catanese, la Virtus et Robur Catania, l'Unione Sportiva Catanese Elefante e la Società Sportiva Etna.
Al termine della Seconda guerra mondiale, Orazio Siino perse l'organizzazione del campionato siciliano, poiché la FIGC si ripresentò con una formula nuova: Serie A e campionato misto B/C al Nord, campionato misto A/B e Serie C al Sud.
L'iscrizione alla Serie C risultò onerosa, tanto da rendere necessaria l'unificazione delle compagini etnee. 
La Catanese e l'Elefante trovarono subito l'accordo, che inglobò anche la Società Sportiva Etna. La Virtus rifiutò la fusione: il parere negativo di Angelo Vasta, ex dirigente della S.S Catania, fece saltare la trattativa. 
Al girone F della Serie C si iscrissero così due squadre catanesi: l'Unione Sportiva Catanese Elefante in maglia bianca, e la Virtus Catania con la maglia granata. Le due compagini terminarono il campionato rispettivamente ultima e penultima.
Alle porte della nuova stagione, la sera del 24 settembre 1946, nei locali della sede provinciale del Coni, dalla fusione delle due società catanesi rimaste, nacque il Club Calcio Catania. 
Santi Manganaro Passanisi venne eletto presidente, mentre come suo vice fu scelto Angelo Vasta. Il Duca Vespasiano Trigona di Misterbianco accettò la presidenza onoraria del club.
La società ripartì dalla Serie C e in tre anni, trascinata dai goal dello storico bomber Nicolò Nicolosi, il Catania tornò in Serie B.

### Gli anni cinquanta, la prima volta in Serie A

La squadra del Catania del primo anno in Serie A nella stagione 1954-55

In Serie B il Catania disputò campionati di vertice, grazie calciatori del calibro di Guido Klein e ad un cambio societario che vide Arturo Michisanti nuovo presidente.
Nella stagione 1952-1953 il Catania sfiorò la promozione in Serie A: gli etnei, dopo essere arrivati secondi a pari merito con il Legnano, persero lo spareggio promozione con la squadra lombarda.
la stagione successiva si aprì con le dimissioni di Michisanti, al quale, dopo giorni di trattative, subentrò Giuseppe Rizzo. L'allora presidente nazionale dell'Azione Cattolica, con un gruppo di professionisti lavorò per rinvigorire l'assetto finanziario del club, sul quale gravavano 170 milioni di debiti. 
Venne ingaggiato Piero Andreoli come allenatore e la squadra fu fortemente rinforzata con gli arrivi di Manenti, Marin, Bassetti, Pirola, Biancardi e Seveso.
Grazie ad una stagione pazzesca, con ben 15 risultati utili nel girone di ritorno, il Catania centrò la prima storica promozione in Serie A della sua storia.
Tuttavia, la permanenza in massima serie dei rossazzurri durò appena una stagione: sebbene la squadra si fosse classificata dodicesima, a causa di illeciti sportivi, gli etnei furono retrocessi d'ufficio.
Seguirono diversi campionati di B: di rilievo la stagione 1956-57, in cui il Catania sfiorò nuovamente la promozione perdendola solo all'ultima giornata.

### Gli anni sessanta, la presidenza Marcoccio
Alle porte del campionato di Serie B 1959-1960, il Catania rischiò di sparire a causa dei troppi debiti. Ad intervenire per salvare la squadra ci pensò Ignazio Marcoccio: delegato provinciale Coni e giocatore nelle giovanili etnee ai tempi del fascismo. 
Marcoccio ripianò tutti i debiti, costruì una formazione solida con alla guida lo storico mister catanese Carmelo Di Bella e dopo aver conseguito il terzo posto, riportò la squadra in Serie A.

Festeggiamenti al Cibali dopo la celebre partita

Tra il 1960 e il 1966 il Catania disputò sei stagioni consecutive nella massima serie, ottenendo per tre volte l'ottavo posto. Al primo anno in massima serie in particolare, il Catania si piazzò al secondo posto nel girone d'andata: il 1961 fu l'anno del Clamoroso al Cibali!, dove il risultato dell'impianto di Piazza Spedini impedì all'Inter di potersi laureare Campione della Serie A 1960-1961.
A Catania arrivarono calciatori di assoluto livello come il nazionale tedesco Szymaniak, il portiere Giuseppe Vavassori ed il talento brasiliano Chinesinho.
In quegli anni i rossazzurri si contraddistinsero per alcune vittorie prestigiose, come quelle in casa sul Milan per 4-3 nella stagione 1960-1961, sulla Juventus per 2-0 nel 1961-1962, e per 0-1 a Torino l'anno dopo sempre con la Juventus. 
Inoltre il Catania vinse al Cibali per 2 a 0 con la Juventus pure nella Serie A 1963-1964 e nella stagione successiva,la Serie A 1964-1965, il Catania si impose di nuovo per 3 a 1 allo stadio Cibali contro la Juventus.
In questo periodo il club etneo partecipò alla Coppa delle Alpi, avvenute negli anni 1960 (vinta), 1964 (dove arrivò in finale) e 1966, e due alla Coppa dell'Amicizia italo-francese, nel 1962 e nel 1963.
Tuttavia, nella stagione 1965-1966 il Catania, nonostante alcuni exploit come le vittorie sull'Inter (campione d'Italia e detentrice di Coppa dei Campioni e Coppa Intercontinentale) e sulla Roma, arrivò penultimo e tornò in Serie B.
L'8 aprile 1967 avvenne un cambio di denominazione: il Club Calcio Catania divenne Calcio Catania S.p.A; una trasformazione imposta dalla nuova regolamentazione sulle società sportive.

### L'era Massimino

Angelo Massimino e Carlo Borghi festeggiano la promozione in Serie B del Catania al termine della stagione 1979-1980

Nel 1969 diviene proprietario del club etneo il Cav. Angelo Massimino, il cui periodo di presidenza sarà il più lungo della storia della società: Massimino ricoprì la carica di presidente in tre periodi diversi della storia del club rossoazzurro, dal 1969 al 1973, dal 1974 al 1987 e dal 1992 al 1996, per un totale di 25 anni di presidenza.
Durante la prima stagione della presidenza Massimino (1969-1970) il Catania centra la promozione in Serie A, avvenuta grazie al terzo posto, ma nel successivo campionato di massima serie gli etnei non riescono a salvarsi. Nel corso degli anni '70 il Catania disputò diversi campionati di B e C, annoverando in rosa calciatori come il portiere Zelico Petrovic, i difensori Carlo Guasti, Giovanni Simonini e Ubaldo Spanio, il regista Guido Biondi, i centrocampisti Adelchi Malaman e Damiano Morra, gli attaccanti Claudio Ciceri e Giampietro Spagnolo. Molti furono anche i giocatori catanesi provenienti dalla Primavera promossi in prima squadra, due dei quali furono schierati titolari: Antonino Cantone e Guido Angelozzi.

Ennio Mastalli e Aldo Cantarutti, protagonisti nella stagione della promozione in Serie A (1982-83)

Gli anni '80 si aprirono con altri due campionati tra i cadetti, poi, nella stagione 1982-1983, il Catania ottenne per la quarta volta la promozione in Serie A: in questa occasione si verificò una delle maggiori partecipazioni di pubblico a una trasferta, con oltre 40 000 tifosi rossazzurri presenti allo Stadio Olimpico di Roma, in occasione dello spareggio Catania-Cremonese, il cui pareggio valse la promozione in massima serie agli Etnei.
La permanenza in Serie A del club rossazzurro, tuttavia, durò una sola stagione. il Catania collezionò una lunga serie di risultati negativi: il bilancio finale fu di una sola vittoria, dieci pareggi e ben diciannove sconfitte, molte delle quali con un forte passivo di reti, come il 6-0 dell'ultima giornata subito in casa dell'Inter. La retrocessione in B fu inevitabile essendosi piazzato all'ultimo posto con 12 punti, record negativo assoluto di punti detenuto dalla squadra etnea per il campionato di Serie A a 16 squadre.
Dopo tre buone stagioni in Serie B, iniziò un periodo di declino, che portò la squadra in Serie C nel 1987-1988. Massimino, contestato dai tifosi, lasciò il Catania ad una cordata di imprenditori capeggiata da Angelo Attaguile.

### La cordata Attaguile

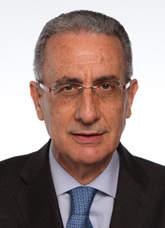
Angelo Attaguile, presidente del Catania dal 1987 al 1991

La nuova proprietà promise fin da subito ai tifosi il ritorno in Serie B del Catania, ma ciò non avvenne: la squadra non riuscì mai a piazzarsi oltre il sesto posto, ottenuto nei campionati 1989-90 e 1991-92. Ai deludenti risultati sportivi, si aggiunsero anche i primi problemi societari: nel 1989 Franco Proto, uno dei soci, vendette le proprie quote e uscì per dissidi con il presidente Attaguile.
Nel 1991, fecero ingresso nella società, Salvatore e Alfio Luciano Massimino - fratello e nipote di Angelo - che rilevarono il 51% delle quote e divennero azionisti di maggioranza. "Turi" Massimino assunse il ruolo di presidente della società, Alfio Luciano Massimino quello di amministratore delegato, mentre Attaguile rimase nella società come presidente onorario e vicepresidente. La gestione Attaguile-Massimino si rivelò errata sul piano finanziario e sportivo. Il bilancio societario riportò un monte debitorio di 13 miliardi di lire, frutto di campagne acquisti dispendiose e totalmente errate. Il club venne portato sull'orlo del fallimento: Attaguile e i due Massimino furono messi sotto inchiesta da parte della procura del capoluogo siciliano. Al primo attribuirono il reato di concussione, mentre i secondi furono accusati di aver commesso diversi reati, quali falso in bilancio, falsa comunicazione sociale, appropriazione indebita di capitale sociale e di mancato adempimento di atti amministrativi.

### Gli anni '90, la scomparsa del "Cavaliere"
Dopo diversi campionati anonimi e un club portato ad uno stato di quasi totale default, la cordata di Attaguile lasciò il Catania, che venne nuovamente riacquistato dal "Cavaliere" Massimino. Il "Presidentissimo" riuscì a far iscrivere il Catania al campionato di Serie C1 1992-1993, pagando oltre 200 milioni di lire di stipendi arretrati, e facendosi carico dei problemi finanziari causati dai suoi predecessori: Massimino ridusse di circa 10 miliardi della vecchie lire la situazione debitoria la quale consisteva in tasse da versare allo Stato.
Nell'estate del 1993, a causa di un ritardo di 24 ore nel fornire la fideiussione necessaria all'iscrizione al campionato, il Calcio Catania fu radiato dall'allora presidente di Lega Antonio Matarrese.
Angelo Massimino non mollò, pagò tutti i debiti risalenti alla gestione Attaguile e intraprese una battaglia legale per evitare la scomparsa del Calcio Catania. Dopo una serie di sentenze a favore del Catania, il 9 ottobre del '93 il Calcio Catania venne ammesso al campionato di Eccellenza, evitando fallimento.
Seguirono tre promozioni che riportarono il Catania in Serie C1 (allora i campionati professionistici italiani erano divisi su quattro serie, Serie A, Serie B, Serie C1 e Serie C2) al termine della stagione 1998-1999.
Nel frattempo, con il Catania in piena risalita, il 4 marzo 1996, il presidente Angelo Massimino morì tragicamente in un incidente stradale, lungo l'A19 Catania-Palermo nei pressi di Scillato, durante il viaggio di ritorno da Palermo.
A seguito della morte del Cavaliere Massimino, il ruolo di presidente della società venne assunto dalla vedova Grazia Codiglione, mentre della gestione amministrativa della società se ne occupò il nipote Angelo Russo in qualità di direttore generale.
Nel 2002, a distanza di sei anni dalla sua morte, lo stadio "Cibali" venne rinominato Stadio Angelo Massimino, in onore del "cavaliere".

### Gli anni 2000, l'arrivo dei Gaucci e il ritorno in Serie B

Luciano Gaucci, patron del Catania dal 2000 al 2004

Nel 2000 Grazia Codiglione, vedova di Angelo Massimino e presidente del club, cede la società a Luciano Gaucci, che nomina suo figlio Riccardo presidente.
Nella stagione 2000-2001 il Catania disputa un campionato altisonante, grazie ai goal di Alessandro Ambrosi e all'estro di Antonio Criniti. Il club etneo sfiora la promozione in Serie B, classificandosi terzo e perdendo la finale dei play-off contro il Messina.
Nella stagione successiva la società conferma l'ossatura della squadra, che verrà ulteriormente rinforzata dagli arrivi di Eddy Baggio e Michele Fini. I rossazzurri riescono a tornare in cadetteria, vincendo i play-off contro il Taranto.
Nella stagione di Serie B 2002-2003 il Catania, nonostante una rosa composta da calciatori forti come Luís Oliveira, Davide Possanzini, Cristian Bucchi e Vito Grieco, disputa un campionato deludente piazzandosi al 17º posto, posizione che sarebbe valsa la retrocessione.
Nell'estate del 2003 però scoppia il "Caso Catania". Iniziano una serie di battaglie legali tra il Catania e la FIGC nella persona di Franco Carraro. La situazione si risolve nell'agosto del 2003, con la decisione da parte della Federazione di congelare le retrocessioni. Il Catania dunque resta in Serie B anche per la stagione 2003-2004.
Alla fine del campionato i Gaucci cedono la società all'imprenditore siciliano Antonino Pulvirenti.

### L'era Pulvirenti, gli anni della Serie A
Secondo solo a quello di Massimino, il periodo di presidenza del Catania di Antonino Pulvirenti è tra i più lunghi della storia del club. L'imprenditore di Belpasso ha ricoperto la più alta carica del club rossazzurro per ben undici anni, dal 2004 al 2015, restando inoltre proprietario fino al 2020.
Agli albori della sua presidenza, Pulvirenti decide di affidare la gestione del club a Pietro Lo Monaco, suo uomo fidato dai tempi dell'Acireale, nel ruolo di amministratore delegato e direttore generale.
Dopo una prima stagione di transizione, il Catania, guidato da Pasquale Marino, ottiene il secondo posto nel campionato di Serie B 2005-2006, posizione valida per la promozione diretta in Serie A. Gli etnei tornano così in massima serie dopo ben 23 anni.

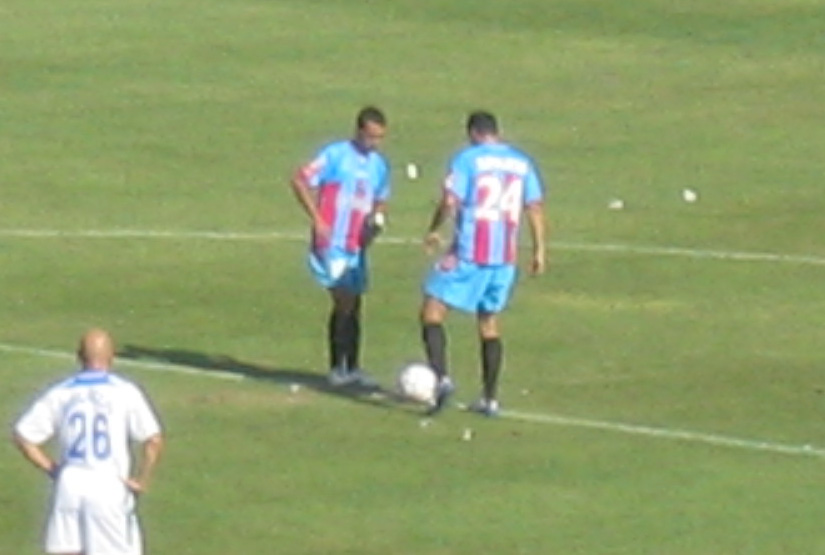
Mascara e Spinesi, tra i protagonisti della promozione e delle prime stagioni in Serie A

In serie A, anno dopo anno, il duo Pulvirenti-Lo Monaco mette in moto un processo di crescita costante, grazie alle numerose plusvalenze ricavate dalla vendita di giocatori scoperti, valorizzati e rivenduti.

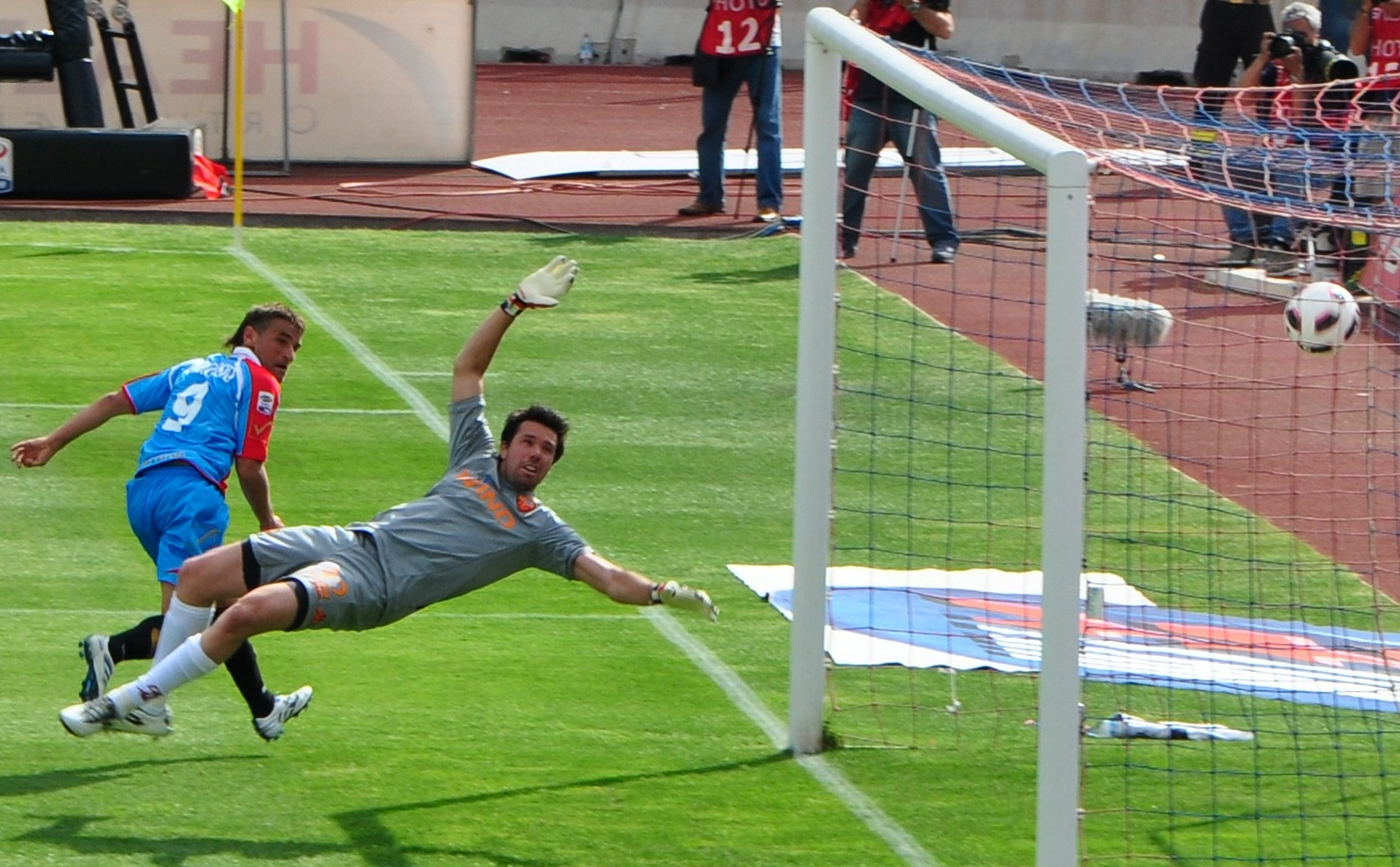
L'attaccante Gonzalo Bergessio, in goal contro la Roma

Nel campionato di Serie A 2006-2007 il Catania disputa un buon girone di andata. Tuttavia nella seconda parte di stagione, in seguito agli incidenti del 2 febbraio 2007 nel corso del derby con il Palermo, durante i quali morì l'ispettore di Polizia Filippo Raciti, il club etneo gioca tutte le partite casalinghe in campo neutro o a porte chiuse ed ottiene pochi punti. Il Catania si salva però all'ultima giornata vincendo lo scontro-salvezza contro il Chievo.
Nella stagione successiva, i rossazzurri allenati da Silvio Baldini, disputano un discreto girone d'andata, per poi calare al girone di ritorno. Baldini viene esonerato alla trentunesima giornata, sostituito da Walter Zenga. Gli etnei riescono a conquistare la salvezza all'ultima giornata contro la Roma al Massimino. Nella stessa annata i rossazzurri raggiungono per la prima volta la semifinale di Coppa Italia.
Nel 2008-2009 il Catania conferma Zenga e a fine stagione festeggia il record di punti ottenuti in Serie A, dopo una stagione altisonante. Di particolare rilievo la vittoria in trasferta a Palermo, con il risultato di 0-4: La partita rimane celebre nel calcio italiano per la strepitosa marcatura di Mascara da centrocampo (goal dello 0-3).
Nella stagione 2009-2010, dopo un inizio disastroso con Atzori, il Catania affida la panchina a Siniša Mihajlović. Gli etnei disputano un girone di ritorno di altissimo livello, riuscendo a centrare la salvezza, anche grazie anche a vittorie prestigiose come quella sulla Juventus per 1-2 a Torino e sull'Inter del triplete per 3-1 al Cibali. Il Catania chiude il campionato con 45 punti, mentre in Coppa Italia viene eliminato dalla Roma ai quarti di finale.
Nel campionato di Serie A 2010-2011 Diego Simeone subentra ad un deludente Marco Giampaolo. Il Catania si salva e dopo aver battuto la Roma (decretandone la mancata qualificazione alla Champions League), raggiunge il tredicesimo posto con 46 punti. Elemento caratteristico di questa stagione è certamente l'impressionante numero di calciatori argentini in rosa: ben dodici sono giocatori di nazionalità argentina presenti nell'organico, molti dei quali schierati titolari, come il portiere Mariano Andújar, i difensori Pablo Sebastián Álvarez, Matías Silvestre, Nicolás Spolli, i centrocampisti Ezequiel Carboni, Alejandro Gómez, Adrián Ricchiuti, Ezequiel Schelotto, gli attaccanti Maxi López e Gonzalo Bergessio.
L'anno seguente, sotto Vincenzo Montella, il Catania è la sorpresa del campionato. I rossazzurri giocano un calcio spregiudicato e spettacolare, tanto da riservarsi il soprannome di "piccolo Barcellona". Dopo essersi battuto per tutto il campionato per un posto in Europa League, il Catania arriva solamente all'undicesimo posto, totalizzando 48 punti. Questa è l'ultima stagione di Lo Monaco con il Catania in serie A. Il direttore di Torre Annunziata viene sostituito da Sergio Gasparin.
Nell'annata 2012-2013 Rolando Maran sostituisce Montella in panchina. La società decide di confermare gran parte dell'organico della passata stagione e i rossazzurri disputano una stagione strepitosa. Il Catania "dei record" di Maran, sfiora una storica qualificazione in Europa League, dopo essere stato anche per alcuni tratti del campionato a ridosso della zona Champions. Alla fine gli etnei concludono la stagione all'ottavo posto, totalizzando 56 punti. Pur non avendo conquistato l'Europa, il Catania stabilisce il miglior risultato della sua storia in Serie A.
Pulvirenti inaspettatamente, per la stagione successiva, decide di rivoluzionare l'assetto societario: Gasparin lascia il Catania e Pablo Cosentino diventa il nuovo Vice-presidente (successivamente anche amministratore delegato) del club etneo. 
La squadra viene indebolita con le partenze di Giovanni Marchese, Francesco Lodi e Alejandro Gómez, non adeguatamente sostituiti. Al termine di una stagione disastrosa, il Catania, dopo otto anni consecutivi nella massima serie, retrocede terzultimo.

### La fine dell'era Pulvirenti, SIGI e il fallimento
In Serie B, nel 2014-2015, il Catania conclude un deludente campionato al quindicesimo posto, evitando i playout all'ultima giornata. Tuttavia, al termine della stagione, il club rossazzurro finisce al centro dello scandalo "treni del goal". Pulvirenti viene accusato di aver provato a comprare cinque partite, per cercare di mantenere la categoria. Il presidente etneo confessa il reato e la punizione della giustizia sportiva è salatissima: retrocessione in Lega Pro d'ufficio, con 9 punti di penalizzazione. Nel giugno del 2015, in seguito agli scandali, Pulvirenti decide di dimettersi dalla carica di presidente del Calcio Catania, dopo ben undici anni di presidenza, restando tuttavia proprietario del club.
La formazione etnea si ritrova a dover giocare diversi campionati in terza serie. Nella stagione 2015-2016 dopo un inizio esaltante, caratterizzato da tre vittorie consecutive che annullano la penalizzazione, il Catania va incontro ad un campionato disastroso, salvandosi dal rischio play-out solo all'ultima giornata. Il ritorno di Lo Monaco nel giugno del 2016, nelle vesti di Amministratore delegato e Direttore generale, illuse il popolo etneo di una pronta risalita. Dopo una stagione di transizione, il Catania di Lo Monaco sfiora la promozione in B nel campionato successivo: i rossazzurri dopo la regular season terminata alle spalle del Lecce al secondo posto, perdono la semifinale playoff contro il Siena ai rigori. Nell'estate del 2018 a causa del blocco dei ripescaggi, promosso dall'allora presidente della lega cadetta Mauro Balata, il Catania perde ancora una volta la possibilità di ritornare tra i cadetti. Nella stagione 2018-2019 il Catania costruisce una corazzata, ma nemmeno questa volta riesce a centrare la promozione: dopo aver concluso la stagione regolare al quarto posto, i rossazzurri vengono eliminati ai playoff, sempre in semifinale, ma questa volta dal Trapani.
Nella stagione 2019-2020 emergono i problemi finanziari del Catania e delle altre società controllate da Pulvirenti. Al termine del campionato, il Catania rischia il fallimento e il club rossazzurro è costretto ad affidarsi al Tribunale etneo per individuare un possibile acquirente. Il 23 luglio 2020 una cordata di imprenditori catanesi denominata Sport Investment Group Italia S.p.A, meglio nota con l'acronimo SIGI, acquista il club tramite un bando indetto dal Tribunale di Catania. Termina così, dopo sedici anni, la proprietà Pulvirenti.
Nella prima stagione targata SIGI, il Catania svolge un buon campionato, che conclude al sesto posto, qualificandosi ai play-off, dove però viene eliminato dal Foggia al primo turno.
La vera macchia della stagione è però il mancato passaggio di proprietà: il 16 gennaio 2021 viene firmato un preliminare di acquisto, con cui un gruppo di investitori rappresentato dall'avvocato statunitense Joe Tacopina si impegna ad acquistare da SIGI il 100% del pacchetto azionario del Calcio Catania. Alla fine, però, dopo mesi di trattative, a maggio del 2021 l'acquisto non si concretizza.
Nonostante la crisi finanziaria della società continui ad aggravarsi, la dirigenza riesce comunque a formalizzare l'iscrizione al campionato per la stagione 2021-2022. Tuttavia, i problemi societari aumentano e il 22 dicembre 2021, in seguito alla mancata ricapitalizzazione da parte dei soci SIGI, il Calcio Catania S.p.A viene dichiarato fallito.
La squadra continua comunque a giocare in campionato, controllata dal Tribunale, in regime di esercizio provvisorio. La sezione fallimentare del Tribunale di Catania indice tre aste competitive per l'acquisizione del titolo sportivo, ma solo nell'ultima, il 16 marzo, viene presentata un'offerta ufficiale, a nome dell'imprenditore romano Benedetto Mancini.
Tuttavia, in seguito all'improvviso passo indietro di Mancini, il 9 aprile 2022 arriva la revoca dell'esercizio provvisorio e il Catania, in piena zona play-off, viene escluso dal campionato a quattro giornate dal termine della stagione.

### Rifondazione sotto la presidenza Pelligra
Dopo l'esclusione della società dal campionato di Serie C, il Comune di Catania indice una "procedura esplorativa per l'acquisizione di manifestazioni d'interesse", al fine di affidare ad un nuovo soggetto la ripartenza della squadra catanese. In seguito alla presentazione e valutazione di cinque diverse proposte, il 24 giugno 2022, il Comune annuncia di aver scelto il progetto dell'imprenditore italo-australiano Rosario Pelligra.
La costituzione della nuova società, con la denominazione Catania Società Sportiva Dilettantistica, è avvenuta a Mestre il 13 luglio seguente. Nella stessa occasione è stata resa nota anche la composizione del nuovo consiglio di amministrazione della squadra, presieduto dallo stesso Pelligra e comprendente altri due membri: l'ex-calciatore Vincenzo Grella, in qualità di vicepresidente e amministratore delegato, e il consigliere Giovanni Caniglia.
La società, dopo aver espletato le procedure richieste dalla FIGC e dalla LND, è stata ammessa ufficialmente in sovrannumero al campionato di Serie D 2022-2023 il 4 agosto 2022.
L'esordio dei rossazzurri è avvenuto in Coppa Italia Serie D il 21 agosto 2022, con una sconfitta rimediata fuori casa contro la Sancataldese ai calci di rigore (7-6). Il campionato inizia ufficialmente il 18 settembre 2022, con una trasferta vittoriosa sul campo del Ragusa. Dopo un campionato dominato il 19 marzo 2023, sul campo neutro dello stadio Marco Tomaselli di Caltanissetta il Catania si impone contro il Canicattì (1-4), decretando così la matematica promozione in terza serie.
In seguito al ritorno nel calcio professionistico, il 7 giugno 2023 la società muta ufficialmente denominazione in Catania Football Club.
Nel corso della stagione 2023-2024, nonostante il 13º posto in classifica e una salvezza maturata all'ultima giornata, il Catania accede al primo turno della fase nazionale dei play off come testa di serie, grazie alla vittoria della Coppa Italia Serie C ottenuta dopo il successo in finale contro il Padova. Battuta l'Atalanta U23, i rossazzurri vengono eliminati ai quarti di finale dall'Avellino.

## Colori e simboli

### Colori
I colori della squadra sono "il rosso fuoco dell'Etna e l'azzurro del cielo", così come recitava lo statuto fondativo del Calcio Catania. Questi due colori erano già stati adottati per la prima volta dalla SS Catania fondata nel 1929, i quali erano stati imposti dalle autorità cittadine del tempo modulandoli da quelli del gonfalone cittadino. La classica divisa è a bande verticali rossazzurre, ma nel corso della propria storia il Catania ha usato spesso maglie di diverso tipo. Negli anni quaranta, le prime divise furono a tinta unita rossa con una banda orizzontale blu sul petto. La maglia palata fu utilizzata a partire dagli anni cinquanta, allorché il suo utilizzo fu alternato con una divisa rossa a tinta unita e richiami blu e con una divisa interamente blu con richiami rossi, che fu utilizzata, in minor parte, anche nel decennio successivo.
Con l'arrivo alla presidenza di Angelo Massimino, negli anni settanta, le righe verticali caratterizzanti la divisa divennero più strette. Negli anni ottanta le soluzioni maggiormente adottate furono quelle delle casacche a tinte unite, blu o rosse. A partire dagli anni novanta ritornò in auge la divisa palata, e con l'arrivo alla presidenze di Pulvirenti, nel 2004, è stata ripresa, da accompagnare al rosso, l'originale tonalità dell'azzurro, che non poche volte nei decenni precedenti era stato simile al blu. Il completo casalingo è integrato da pantaloncini azzurri e dalla caratterizzante presenza di calzettoni neri.
La seconda divisa classicamente utilizzata è bianca, che nel corso degli anni ha avuto diverse caratterizzazioni e dettagli differenti, fra i quali bande trasversali e orizzontali o richiami rossazzurri di varie forme. Fu anche adottata una soluzione a tinta unita gialla. Ad accompagnare i due completi, specialmente negli ultimi anni, una terza divisa classicamente rossa o nera.
Evoluzione prima divisa
| 1939-1940 | 1953-1954 | 1955-1956 | 1960-1961 | 1982-1983 | 1983-1984 | 2008-2010 | 2010-2012 | 2012-2013 | 2013-2014 |

| 2014-2015 | 2015-2017 | 2017-2019 | 2019-2020 | 2020-2021 | 2022-2023 | 2023-2024 |

### Simboli ufficiali

#### Stemma
Fino al fallimento avvenuto nel 2022, lo stemma del club era composto da uno scudo palato a tre punte a strisce rosse e azzurre, recante in cima la denominazione sociale; il contesto era completato da un pallone da calcio in cuoio e dall'elefante. Tale animale è lo storico simbolo del club etneo, ripreso fedelmente dallo stemma cittadino, presente fin dal passato nei loghi del Catania Calcio. Negli anni settanta il simbolo fu un semplice scudo palato a tre punte. L'elefante comparve altresì all'interno dello scudo, tuttavia in posizione frontale o di colore rosso, come figurato nello stemma cittadino.
Lo stemma con scudo e pallone, che fece la sua prima comparsa negli anni '60, venne successivamente ripreso negli anni '90 e definitivamente adottato nel 2000.
Con il fallimento del 2022 e la successiva rifondazione, il Catania SSD ha perso la possibilità di usare lo storico stemma. Di conseguenza, la società ha commissionato al designer grafico catanese Giuseppe "Bob" Liuzzo la realizzazione di un nuovo logo, proposto in due versioni e scelto dai tifosi tramite un sondaggio online; il logo vincitore è stato ufficializzato il 26 luglio 2022. Il nuovo logo, in cui è stato mantenuto l'elefante simbolo del club e della città, reca – oltre al nome Catania in maiuscolo – l'anno 1946, a sottolineare la volontà della società di continuare la tradizione calcistica della società originaria, rifondata proprio in quell'anno in seguito alla caduta del fascismo e alla liberazione dell'Italia.
Durante l'estate del 2023 viene definitivamente eliminato il riferimento all'anno 1946, a dimostrazione di una continuità storica che conta quasi cento anni e che parte dalla prima società - la SS Catania - fondata nel 1929.
Il nuovo stemma viene premiato con il riconoscimento “Award of Excellence - Worldwide Logo Design Award WOLDA 2022”.

Stemma in uso dal 2001 al 2022.
Stemma in uso nella stagione 2022-2023.
Stemma in uso dalla stagione 2023-2024.

#### Inno
Il Catania FC non ha un vero e proprio inno ufficiale. Nel corso degli anni 2000, vari sono stati gli inni che hanno accompagnato l'ingresso in campo della formazione rossazzura. Dal 2012 al 2015 l'inno ufficiale del Catania s'intitola Catania siamo noi; l'autore e l'interprete del brano è l'artista e comico catanese Giuseppe Castiglia, che è altresì l'autore di Alè Catania, altro brano caro ai supporter rossazzurri. Nel 2015-16 l'ingresso in campo della squadra, viene accompagnato dalla colonna sonora della celebre saga cinematografica dei Pirati dei Caraibi.. Per la stagione 2019-20 l'inno si intitola Amore Rossazzurro, mentre per il 2020-21 Catania un cuore.

#### Mascotte
La mascotte del club etneo è l'elefante ('U liotru in catanese), simbolo della città, indossante la classica maglia palata rossazzurra. Nel settembre 2014, tramite un sondaggio sul sito ufficiale della società, i tifosi hanno scelto il nome della mascotte: Agatino, in richiamo a sant'Agata, patrona della città di Catania.

## Strutture

### Stadio
Precedentemente all'avvento del professionismo, nei primissimi anni venti, alcune formazioni dilettantistiche catanesi si confrontavano nel piazzale del giardino Bellini, e in seguito nel campo del dopolavoro ferroviario del quartiere Acquicella.

Catania-Livorno stagione 1935-1936

Dal 1930, anno della riforma dei campionati, poiché il regolamento prevedeva che ogni squadra giocasse in uno stadio con relative tribune e posti a sedere, il Catania disputò i match interni al Campo dei cent'anni: un impianto semi-dilettantistico con una portata massima di 5.000 spettatori, ubicato nell'attuale piazza Giovanni Verga. Su un totale di 104 partite ufficiali disputate, al Campo dei cent'anni furono ben 84 le vittorie del Catania, a testimonianza della fama di catino quasi inespugnabile.

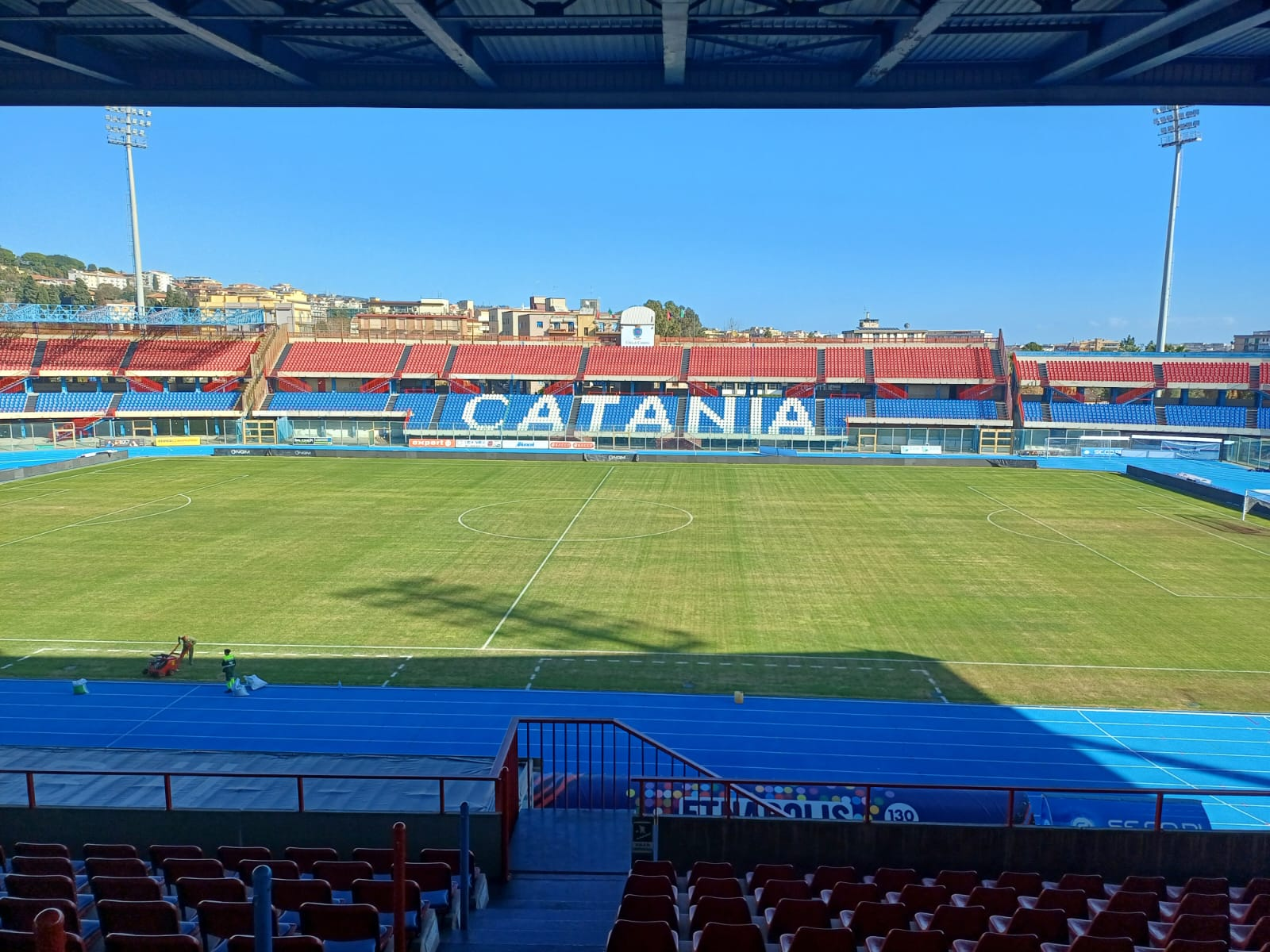
Panoramica interna del Massimino

Nel 1937 venne ultimata la costruzione dello stadio Cibali, che prese il nome dal quartiere nel quale è collocato. Negli anni sessanta, il Cibali poteva ospitare 40.000 persone ma nel corso degli anni a causa delle norme di sicurezza più stringenti e di modifiche attuate per modernizzare l'impianto, la capienza massima si ridusse progressivamente fino ai a 20.204 spettatori attuali.
Nel 2002 lo stadio venne ribattezzato Angelo Massimino in nome dello storico presidente etneo e da ormai più di ottant'anni ospita le partite interne del Catania.

### Centro di allenamento

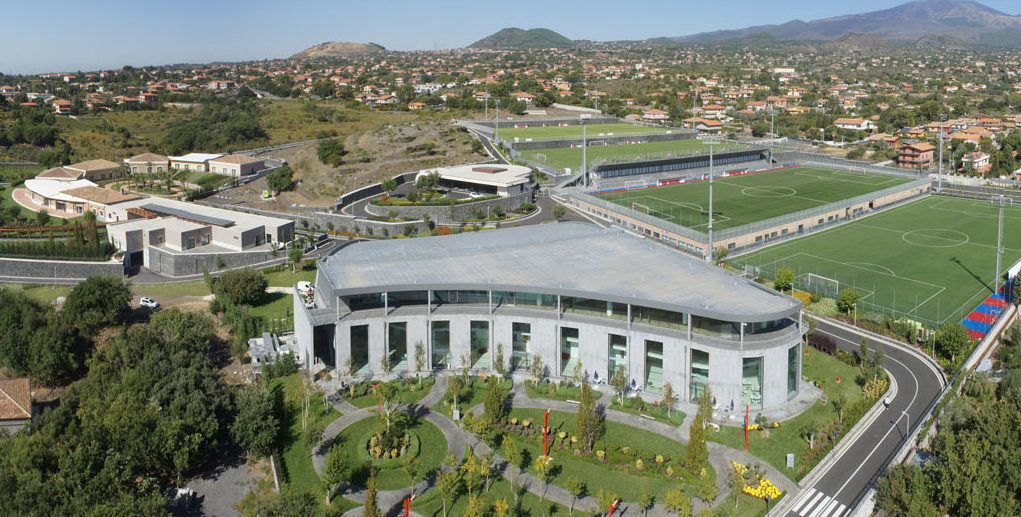
Vista aerea del centro sportivo Torre del Grifo Village

Dal 2011 al 2022, il Catania ha svolto le proprie sedute di allenamento nel centro sportivo Torre del Grifo Village, inaugurato il 18 maggio 2011 e ubicato nell'attiguo comune di Mascalucia. Nel 2022, con il fallimento del Calcio Catania Spa, la struttura di Mascalucia ha smesso di essere la sede degli allenamenti della prima squadra. L'impianto, chiuso per disposizioni della curatela fallimentare, è attualmente in stato di abbandono.
Precedentemente all'inaugurazione di "Torre del Grifo" la squadra si allenava nel centro sportivo "Turi Guglielmino" di Massannunziata, ubicato anch'esso nel comune di Mascalucia.
Il ricostituito Catania SSD ha svolto i suoi allenamenti al "Totuccio Carone" di Ragalna per tutta la stagione 2022-23 e l'inizio del campionato 2023-24.
Da novembre 2023 il Catania FC svolge i suoi allenamenti alternando le sedute tra il campo principale del Cibali e quello del Cibalino, un antistadio ubicato all'interno del complesso dello Stadio Angelo Massimino alle spalle della Curva Sud.

## Società
Il Catania Football Club è una società a responsabilità limitata, il cui capitale sociale è controllato al 100% dalla società italiana Catania Calcio Holding Srl. Quest’ultima è interamente detenuta dalla Catania Australia Holding Pty Ltd, partecipata per l’80% da Elefante 1946 Pty Ltd (riconducibile a Rosario Pelligra) e per il 20% da Catania CFC Pty Ltd, controllata a sua volta al 90% da Mark Bresciano e al 10% dalla Grella Investments Pty Ltd.
Rosario Pelligra è un imprenditore italo-australiano, chairman del Pelligra Group Pty Ltd, un'azienda australiana leader e colosso mondiale nel campo dell'edilizia e dell'urbanistica, con interessi legati anche al mondo dello sport.
La sede legale del Catania Football Club Srl è situata Via Musumeci 171 - Catania, mentre la sede amministrativa-operativa è collocata negli uffici della tribuna A dello stadio Angelo Massimino, in Piazza Vincenzo Spedini - Catania.

### Organigramma societario
Di seguito l'organigramma societario
| Staff dell'area amministrativa Organi di amministrazione e controllo Consiglio di amministrazione - Rosario Pelligra - Presidente - Vincenzo Grella - Vice Presidente e Amministratore Delegato - Mark Bresciano - Consigliere di Amministrazione - Joseph Carrozzi - Consigliere di Amministrazione - David Tucker - Consigliere di Amministrazione Collegio sindacale - Mauro Juvara - Presidente - Sebastiano Benedetto Andrea Massimino - Sindaco Effettivo - Giovanna Maria Cristina Sambataro - Sindaco Effettivo Organigramma - Alessandro Zarbano - Direttore Generale - Salvino Sinatra - Direttore Marketing e Commerciale - Giuseppe Sapienza - Direttore Comunicazione e Pubbliche Relazioni - Carmelo Antonio Milazzo - Responsabile Amministrazione e Controllo - Angelo Scaltriti - Responsabile Comunicazione e Stampa |

### Sponsor
Di seguito l'elenco dei fornitori tecnici del Catania.
- 1979-1981 NR
- 1980-1981 Lemon&Soda / NR
- 1981-1982 Bobos
- 1982-1983 Degi
- 1983-1987 Adidas
- 1987-1989 Latas
- 1989-1990 Icos
- 1990-1991 Essegi
- 1991-1992 Icos
- 1992-1993 ABM
- 1993-1995 California
- 1995-1996 Devis Sport
- 1996-1997 Admiral
- 1997-2000 Puma
- 2000-2005 Galex
- 2005-2010 Legea
- 2010-2015 Givova
- 2015-2017 Macron
- 2017-2021 Givova
- 2021-2022 Nike
- 2022- Erreà

### Impegno nel sociale
Il Catania è stato sempre piuttosto attivo anche sul campo sociale.
Gli etnei partecipano da tempo ad un appuntamento annuale chiamato “Un gol alla leucemia”, organizzato da L'associazione "Un gesto per la vita" impegnata a Catania nella lotta alla leucemia.
Nel 2012, nell'ambito di un progetto in collaborazione con l'associazione socio-culturale Axada Catania, alcuni membri della squadra hanno fatto visita ai bambini ricoverati presso il reparto di Bronco-pneumoallergologia pediatrica dell'Ospedale Policlinico di Catania.
Negli anni, la società ha organizzato più volte anche la partita a scopo di beneficenza "Un goal per la solidarietà", ospitata allo Stadio Angelo Massimino, in cui hanno partecipato sia celebrità del mondo dello spettacolo, sia calciatori del Calcio Catania stesso.
Durante il campionato 2016-2017, la società ha aderito all'iniziativa "Il grande cuore della C" volta a fornire tutti gli stadi di defibrillatori a norma.
Nell'ottobre del 2021, in seguito all'alluvione che ha colpito duramente la città e diverse zone della provincia, rappresentanze di Catania e Palermo hanno cooperato per fornire ulteriore assistenza agli sfollati ospitati nel palazzetto dello sport locale.

### Settore giovanile
Il settore giovanile del sodalizio etneo negli anni è riuscito a raggiungere importati traguardi come i quarti di finale del Campionato Primavera 2012-2013, le semifinali nel Campionato nazionale Dante Berretti 2015-2016 e nel Campionato nazionale Dante Berretti 2016-2017, oltre le Final Eight del Campionato Allievi e del Campionato Giovanissimi entrambe nel 2011. A marzo del 2011, la medesima squadra dei Giovanissimi vince la Nike Premier Cup – Italy (Torneo Nike) e vola nel mese di agosto a Manchester, rappresentando l’Italia nel torneo Under 15 più importante del mondo.
Nel corso degli anni il settore giovanile è stato inoltre responsabile della formazione di molti giocatori che successivamente hanno calcato i campi della Serie A come Alfredo Donnarumma, Norbert Gyömbér futuro nazionale e giocatore della Roma, Fabio Sciacca convocato in nazionale Under 20 e Bruno Petković, nazionale croato.

## Nella cultura di massa
Il Catania, è presente in diverse opere della cultura italiana.
In una scena del film Malizia (1973), Turi Ferro, Laura Antonelli, Alessandro Momo e Gianluigi Chirizzi seguono alla televisione la partita Catania-Cagliari disputata il 17 marzo 1957 e valevole per il campionato di Serie B. L'incontro fu vinto dagli etnei per 2-1.
Il Catania viene citato da Giancarlo Giannini nel film Il bestione del 1974.
Sempre in ambito cinematografico è da ricordare Al bar dello sport (1983), nel quale Lino Banfi interpreta un immigrato pugliese che, grazie alla vittoria del Catania in casa della Juventus per 1-2, riesce a fare tredici al Totocalcio, vincendo così 1 miliardo e 300 milioni.
Nel film L'allenatore nel pallone (1984) il viaggio di Oronzo Canà, alla ricerca di un talento sudamericano, è parzialmente ispirato al viaggio in Brasile, avvenuto nel 1983, del presidente del Catania Angelo Massimino e del suo allenatore Gianni Di Marzio, conclusosi con l'acquisto dei due brasiliani Luvanor e Pedrinho. Nel seguito L'allenatore nel pallone 2 (2008) la squadra etnea viene nominata e figura nel calendario e nella classifica di Serie A.
Il Catania compare anche nel film La vita è una cosa meravigliosa (2010), dove batte la Roma segnando quattro gol.

## Allenatori e presidenti
Il primo allenatore del Catania è stato Giorgio Armari, per una stagione, nel 1929. Il primo straniero, invece è stato l'ungherese Antal Mally nel 1930. Nell'anno della rifondazione del club etneo (il 1946) l'allenatore è stato Lorenzo Bergia, sostituito in stagione da Cesare Goffi.
L'allenatore che ha ottenuto la prima storica promozione in Serie A è Piero Andreoli, che ha vinto il campionato di Serie B 1953-1954. Tra gli allenatori che hanno trascorso più tempo al Catania, si ricorda Carmelo Di Bella, sulla panchina degli etnei per la prima volta nella stagione 1958-1959, per poi rimanere sino al 1966. Agli inizi degli anni settanta fece ancora ritorno a Catania per rimanervi sino al 1974 ed infine vivere un'ultima esperienza catanese nel 1976-1977.
Il Catania ritornò in Serie A nella stagione 2005-2006 grazie al tecnico Pasquale Marino, che,dopo aver conquistato la promozione diretta in Serie A, conseguì anche l'obiettivo della salvezza nella successiva stagione. Negli anni seguenti il club etneo preservò la categoria grazie alle salvezze centrate da Walter Zenga nel 2008-2009, Siniša Mihajlović nel 2009-2010 e dall'argentino Diego Simeone nel 2010-2011. Con Vincenzo Montella, nel 2011-2012, il Catania si piazzò undicesimo facendo registrare il record di punti per il club etneo in Serie A, primato che verrà poi superato dal tecnico Rolando Maran con l'ottavo posto della stagione 2012-2013.
- 1929-1930  Michele Spata (1ª-3ª)
 Giorgio Armari (4ª-18ª)
- 1930-1931  Antal Mally
- 1931-1932  Nicola Papa
 Walter Joackim
 Giacinto Bavazzano
- 1932-1933  Lajos Czeizler
- 1933-1936  Géza Kertész
- 1936-1937  Pietro Colombati
- 1937-1938  Pietro Colombati (1ª-8ª)
 Giovanni Degni (9ª-26ª)
- 1938-1939  Giovanni Degni
- 1939-1940  Mario Sernagiotto (1ª-3ª)
 György Orth (3ª-34ª)
- 1940-1941  Ernst Guszik
- 1941-1942  Géza Kertész
- 1942-1944  Berardo Frisoni
- 1946-1947  Lorenzo Bergia (1ª-11ª)
 Cesare Goffi (12ª-22ª)
- 1947-1948  Achille Piccini (1ª-12ª)
 Nicolò Nicolosi (13ª-30ª)
- 1948-1949  Giovanni Degni (1ª-8ª)
 József Bánás (9ª-36ª e spareggio)
- 1949-1950  Mario Magnozzi (1ª-15ª)
 Stanislao Klein (16ª-42ª)
- 1950-1951  Lajos Politzer (1ª-15ª)
 Lajos Politzer e  Nereo Marini (D.T.) (16ª-42ª)
- 1951-1952  Nereo Marini (1ª-18ª)
 Rodolfo Brondi (19ª-36ª)
 Fioravante Baldi (37ª-38ª)
- 1952-1953  Fioravante Baldi e  Giulio Cappelli (D.T.)
- 1953-1955  Piero Andreoli
- 1955-1956  Piero Andreoli (1ª-27ª)
 Enzo Bellini (28ª-34ª)
- 1956-1957  Gipo Poggi
- 1957-1958  Gipo Poggi (II) (1ª-11ª)
 Riccardo Carapellese (12ª-14ª)
 Nicolò Nicolosi (15ª-16ª)
 Francesco Capocasale (17ª-34ª)
- 1958-1959  Blagoje Marjanović (1ª-13ª)
 Carmelo Di Bella (14ª-17ª)
 Carmelo Di Bella e  Felice Borel (II) (D.T.) (18ª-38ª)
- 1959-1965  Carmelo Di Bella
- 1965-1966  Carmelo Di Bella (1ª-16ª)
 Luigi Valsecchi (17ª-34ª)
- 1966-1967  Dino Ballacci
- 1967-1968  Dino Ballacci (1ª-12ª)
 Luigi Valsecchi (13ª-42ª)
- 1968-1971  Egizio Rubino
- 1971-1972  Luigi Valsecchi e  Salvador Calvanese (1ª-3ª)
 Carmelo Di Bella (4ª-38ª)
- 1972-1973  Carmelo Di Bella
- 1973-1974  Guido Mazzetti (1ª-22ª)
 Luigi Valsecchi (23ª-27ª)
 Adelmo Prenna (28ª-38ª)
- 1974-1975  Gennaro Rambone (precampionato)
 Egizio Rubino
- 1975-1976  Egizio Rubino (1ª-24ª)
 Guido Mazzetti (25ª-38ª)
- 1976-1977  Carmelo Di Bella e  Luigi Valsecchi
- 1977-1978  Carlo Matteucci (1ª-29ª)
 Guido Mazzetti (30ª-38ª e spareggio)
- 1978-1979  Adelmo Capelli
- 1979-1980  Gennaro Rambone (1ª-8ª)
 Lino De Petrillo (9ª-34ª)
- 1980-1981  Lino De Petrillo (1ª-3ª)
 Guido Mazzetti (4ª-38ª)
- 1981-1982  Giorgio Michelotti
- 1982-1983  Gianni Di Marzio
- 1983-1984  Gianni Di Marzio (1ª-12ª)
 Giovan Battista Fabbri (13ª-30ª)
- 1984-1985  Antonio Renna
- 1985-1986  Gennaro Rambone (1ª-14ª)
 Salvatore Bianchetti e  Guido Mazzetti (D.T.) (15ª-19ª)
 Antonio Colomban e  Guido Mazzetti (D.T.) (20ª-28ª)
 Gennaro Rambone (29ª-38ª)
- 1986-1987  Gennaro Rambone (1ª-28ª)
 Bruno Pace (29ª-38ª)
- 1987-1988  Osvaldo Jaconi (1ª-9ª)
 Pietro Santin (10ª-22ª)
 Bruno Pace (23ª-34ª e spareggio)
- 1988-1989  Bruno Pace (1ª-12ª)
 Carmelo Russo (13ª-34ª)
- 1989-1990  Carmelo Russo (1ª-17ª)
 Angelo Benedicto Sormani (18ª-34ª)
- 1990-1991  Angelo Benedicto Sormani
- 1991-1992  Giuseppe Caramanno (precampionato)
 Franco Vannini
- 1992-1993  Salvatore Bianchetti
- 1993-1994  Franco Indelicato (1ª-22ª)
 Lorenzo Barlassina (23ª-34ª)
- 1994-1995  Pier Giuseppe Mosti (1ª-11ª)
 Angelo Busetta (12ª-34ª e puole scudetto)
- 1995-1996  Lamberto Leonardi (1ª-2ª)
 Aldo Cerantola (3ª-4ª)
 Mario Russo (5ª-34ª)
- 1996-1997  Angelo Busetta (1ª-11ª)
 Giovanni Mei (12ª-34ª e playoff)
- 1997-1998  Giovanni Mei (1ª-15ª)
 Franco Gagliardi (16ª-34ª)
- 1998-1999  Piero Cucchi
- 1999-2000  Gianni Simonelli
- 2000-2001  Ivo Iaconi (1ª-7ª)
 Vincenzo Guerini (8ª-13ª)
 Ivo Iaconi (14ª-17ª)
 Vincenzo Guerini (18ª-34ª e playoff)
- 2001-2002   Aldo Ammazzalorso (1ª-16ª)
 Pietro Vierchowod (17ª-30ª)
 Francesco Graziani e  Maurizio Pellegrino (31ª-34ª e playoff)
- 2002-2003  Francesco Graziani e  Maurizio Pellegrino (1ª)
 John Toshack (2ª)
 Francesco Graziani e  Maurizio Pellegrino (3ª-10ª)
 Francesco Graziani (11ª)
 John Toshack (12ª-20ª)
 Edoardo Reja (21ª-29ª)
 Vincenzo Guerini (30ª-38ª)
- 2003-2004  Gabriele Matricciani e  Stefano Colantuono
- 2004-2005  Maurizio Costantini (1ª-11ª)
 Nedo Sonetti (12ª-42ª)
- 2005-2007  Pasquale Marino
- 2007-2008  Silvio Baldini (1ª-31ª)
 Walter Zenga (32ª-38ª)
- 2008-2009  Walter Zenga
- 2009-2010  Gianluca Atzori (1ª-15ª)
 Siniša Mihajlović (16ª-38ª)
- 2010-2011  Marco Giampaolo (1ª-20ª)
 Diego Simeone (21ª-38ª)
- 2011-2012  Vincenzo Montella
- 2012-2013  Rolando Maran
- 2013-2014  Rolando Maran (1ª-8ª)
 Luigi De Canio (9ª-19ª)
 Rolando Maran (20ª-32ª)
 Maurizio Pellegrino (33ª-38ª)
- 2014-2015  Maurizio Pellegrino (1ª-3ª)
 Giuseppe Sannino (4ª-18ª)
 Maurizio Pellegrino (19ª-21ª)
 Dario Marcolin (22ª-42ª)
- 2015-2016  Giuseppe Pancaro (1ª-24ª)
 Francesco Moriero (25ª-34ª)
- 2016-2017  Giuseppe Rigoli (1ª-25ª)
 Mario Petrone (26ª-29ª)
 Giovanni Pulvirenti (30ª-38ª e play-off)
- 2017-2018  Cristiano Lucarelli
- 2018-2019  Andrea Sottil (1ª-28ª)
 Walter Novellino (29ª-38ª)
 Andrea Sottil (play-off)
- 2019-2020  Andrea Camplone (1ª-10ª)
 Cristiano Lucarelli (11ª-30ª e play-off)
- 2020-2021  Giuseppe Raffaele (1ª-31ª)
 Francesco Baldini (32ª-38ª e play-off)
- 2021-2022  Francesco Baldini
- 2022-2023  Giovanni Ferraro
- 2023-2024  Luca Tabbiani (1ª-12ª)
 Michele Zeoli (13ª)
 Cristiano Lucarelli (14ª-30ª)
 Michele Zeoli (31ª-38ª e play-off)
- 2024-2025  Domenico Toscano

Complessivamente, nella sua storia, i presidenti del Calcio Catania sono stati 23.
Il primo è stato Santi Quasimodo, nella stagione 1929-1930. Il primo presidente dall'anno di rifondazione del club etneo (dal 1946 al 1948) è stato Santi Manganaro Passanisi. Tra i più celebri presidenti del Catania viene invece ricordato Angelo Massimino, presidente in tre diverse occasioni: la prima volta dal 1969 al 1973, poi dal 1974 al 1987 e infine dal 1992 al 1996. Il presidente del ritorno in Serie B è stato Riccardo Gaucci che prelevò il Catania nel 2000 e lo ebbe sino al 2004.
Più recentemente è stato Antonino Pulvirenti a guidare gli etnei dal 2004 al 2015. L'imprenditore catanese, dopo un anno di transizione in Serie B, riuscì a riportare il club in Serie A, dove rimase dal 2006-2007 al 2013-2014 riuscendo a mantenere la categoria per 8 anni di fila, battendo il record di permanenza della società nella massima categoria sportiva del calcio..
- 1929-1930  Santi Quasimodo
- 1930-1931  Andrea Gaudioso
- 1931-1936  Vespasiano Trigona di Misterbianco
- 1936-1940  Vittorio Emanuele Brusca
- 1940-1941  Filippo Cusmano
- 1941-1944  Ottavio Teghini
- 1946-1948  Santi Manganaro Passanisi
- 1948-1951  Lorenzo Fazio
- 1951-1954  Arturo Michisanti
- 1954-1956  Giuseppe Rizzo
- 1956-1959  Agatino Pesce e  Michele Giuffrida
- 1959-1969  Ignazio Marcoccio
- 1969-1973  Angelo Massimino
- 1973-1974  Salvatore Coco
- 1974-1987  Angelo Massimino
- 1987-1991  Angelo Attaguile
- 1991-1992  Salvatore Massimino
- 1992-1996  Angelo Massimino
- 1996-2000  Grazia Codiglione
- 2000-2004  Riccardo Gaucci
- 2004-2015  Antonino Pulvirenti
- 2015 Carica vacante
(Amministratore unico:  Carmelo Antonio Milazzo)
- 2015-2016 Carica vacante
(Amministratore unico:  Nicolò Micena)
- 2016-2020  Davide Franco
- 2020  Gianluca Astorina
- 2020 Carica vacante
(Amministratore unico:  Gianluca Astorina)
- 2020-2021 Carica vacante
(Amministratore unico:  Nicola Le Mura)
- 2021 Carica vacante
(Amministratore unico:  Sergio Santagati)
- 2022-  Rosario Pelligra

## Calciatori

### Contributo alle nazionali di calcio
Il primo ad indossare la casacca azzurra della nazionale maggiore fu Giuseppe Mascara, sceso in campo contro l'Irlanda del Nord nel giugno del 2009. In seguito nelle selezioni minori troviamo Cristiano Biraghi convocato nel 2013 in Nazionale Under-21 e Matteo Pessina in Nazionale Under-19. Si annovera anche Graziano Pellè, convocato nel 2005 alla Coppa del Mondo Under-20 segnando quattro reti in concomitanza di David Silva e a soli due reti da Lionel Messi. Negli anni 2020 il primo a riconquistare una convocazione con la maglia della nazionale italiana fu Luca Moro insieme a Jean Freddi Greco.
I maggiori contributi del Catania alle nazionali riguarda il periodo dello svolgimento delle qualificazioni e partecipazioni al Mondiale Sudafrica 2010, con ben cinque giocatori convocati.
Il primo giocatore a disputare ad un mondiale fu Horst Szymaniak al mondiale Cile 1962. L'unico vincitore di titoli internazionali durante la permanenza con la casacca etnea è Filip Janković alla Coppa del Mondo Under-20 disputata in Nuova Zelanda nel 2015.
- Giuseppe Mascara[62] -  Italia
- Marco Biagianti[63] -  Italia
- Marco Onorati[64] -  Italia U-21
- Cristiano Biraghi[65] -  Italia U-21
- Giuseppe Bellusci[66] -  Italia U-21
- Michele Paolucci[67] -  Italia U-21
- Graziano Pellè[68] -  Italia U-20
- Jean Freddi Greco[69] -  Italia U-20
- Fabio Sciacca[70] -  Italia U-20
- Luigi Della Rocca[71] -  Italia U-20

- Fabio Gatti[72] -  Italia U-20
- Gerardo Strumbo[73] -  Italia U-20
- Luca Moro[74] -  Italia U-20
- Simone Iannelli[75] -  Italia U-19
- Matteo Pessina  Italia U-19
- Mattia Rossetti  Italia U-19
- Fabio Aveni[76] -  Italia U-17 -  Italia U-19 -  Italia U-20
- Francesco Borriello  Italia U-17
- Alfonso Sessa[77] -  Italia U-16

Di seguito l'elenco dei calciatori stranieri che hanno vestito la maglia della propria nazionale durante il periodo di militanza nel Catania.
- Mariano Andújar[78] -  Argentina
- Pablo Ledesma[79] -  Argentina
- Gino Peruzzi[80] -  Argentina
- Jorge Andrés Martínez[81] -  Uruguay
- Juan Manuel Vargas[82] -  Perù
- Horst Szymaniak[83] -  Germania Ovest
- Jaroslav Plašil[84] -  Rep. Ceca
- Panagiōtīs Tachtsidīs[85] -  Grecia

- Edgar Çani[86] -  Albania
- Nicolae Dică[87] -  Romania
- Ilčo Naumoski[88] -  Macedonia
- Jamal Alioui[89] -  Marocco
- Jehad Muntasser[90] -  Libia
- Takayuki Morimoto[91] -  Giappone U-23 -  Giappone
- Norbert Gyömbér[92] -  Slovacchia U-21 -  Slovacchia
- Khalifa Manneh -  Gambia
- Klavs Bethers -  Lettonia U-21

## Palmarès

### Competizioni nazionali
- Campionato italiano di Serie B: 1

1953-1954
- Coppa Italia Serie C: 1

2023-2024
- Prima Divisione: 1

1933-1934 (girone H)
- Campionato italiano Serie C: 4

1938-1939 (girone H)
1947-1948 (girone T)
1948-1949 (girone D)
1974-1975 (girone C)
- Campionato italiano Serie C1: 1

1979-1980 (girone B)

### Competizioni interregionali
- Campionato italiano Serie C2: 1

1998-1999 (girone C)
- Serie D: 2

1994-1995 (girone I)
2022-2023 (girone I)

## Statistiche e record

### Partecipazione ai campionati
| Livello | Categoria                       | Partecipazioni | Debutto   | Ultima stagione | Totale |
| ------- | ------------------------------- | -------------- | --------- | --------------- | ------ |
| 1º      | Serie A                         | 17             | 1954-1955 | 2013-2014       | 17     |
| 2º      | Serie B                         | 34             | 1934-1935 | 2014-2015       | 34     |
| 3º      | Prima Divisione                 | 4              | 1930-1931 | 1933-1934       | 34     |
| 3º      | Serie C                         | 17             | 1937-1938 | 2024-2025       | 34     |
| 3º      | Serie C1                        | 11             | 1978-1979 | 2001-2002       | 34     |
| 3º      | Lega Pro                        | 2              | 2015-2016 | 2016-2017       | 34     |
| 4º      | Seconda Divisione               | 1              | 1929-1930 | 1929-1930       | 6      |
| 4º      | Serie C2                        | 4              | 1995-1996 | 1998-1999       | 6      |
| 4º      | Serie D                         | 1              | 2022-2023 | 2022-2023       | 6      |
| 5º      | Campionato Nazionale Dilettanti | 1              | 1994-1995 | 1994-1995       | 1      |

In 91 stagioni sportive disputate a partire dall'esordio nel Direttorio Meridionale. Viene esclusa la pausa bellica fra il 1943 e il 1946 e la stagione del 1993-1994 in cui il Catania giocò nel Campionato di Eccellenza Siciliana.

### Partecipazione alle coppe nazionali
| Competizione                          | Partecipazioni | Debutto   | Ultima stagione |
| ------------------------------------- | -------------- | --------- | --------------- |
| Coppa Italia                          | 50             | 1935-1936 | 2024-2025       |
| Coppa Italia Semipro/Serie C/Lega Pro | 23             | 1974-1975 | 2023-2024       |
| Coppa Italia Serie D                  | 2              | 1994-1995 | 2022-2023       |

### Partecipazione alle coppe internazionali
| Competizione        | Partecipazioni | Debutto   | Ultima stagione |
| ------------------- | -------------- | --------- | --------------- |
| Coppa Delle Alpi    | 3              | 1960      | 1966            |
| Coppa dell'Amicizia | 2              | 1962      | 1963            |
| Coppa Mitropa       | 1              | 1970-1971 | 1970-1971       |

### Statistiche di squadra

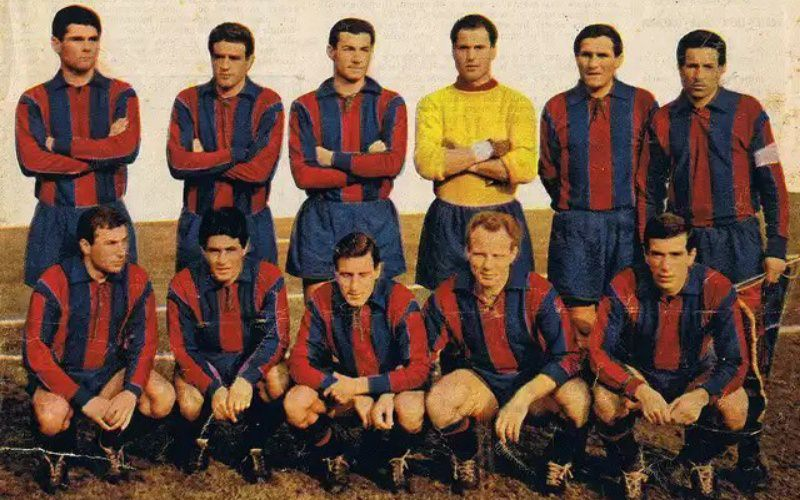
Una formazione del Club Calcio Catania 1960-1961.

Il Catania ha preso parte a 17 campionati di Serie A, disputando in totale 602 partite, di cui 162 vinte, 181 pareggiate e 259 perse, siglando 617 gol e subendone 862. Il miglior risultato è l'ottavo posto conquistato in tre occasioni diverse (1960-1961, 1964-1965 e 2012-2013). Il record di punti è 56 punti, conquistati nel torneo 2012-2013; in quell'occasione il Catania mise a segno 50 reti, tutt'oggi record di gol siglati in un campionato di massima serie. Il minor numero di reti subite (39) risalgono al 1970-1971. Per quanto concerne i record negativi, il minor numero di gol realizzati è 14 (1983-1984), mentre il maggior numero di gol subiti è 68 (2006-2007). La vittoria record in Serie A è datata 3 ottobre 1954, contro l'Udinese (5-0), mentre la vittoria record in trasferta risale al 1º marzo 2009 nel derby con il Palermo (0-4). La sconfitta con maggior gol di scarto risale al 19 novembre 2006, in trasferta contro la Roma (7-0), mentre fra le mura amiche la maggiore sconfitta avvenne in due occasioni, il 25 novembre 1962 e il 23 febbraio 1964, rispettivamente contro Juventus e Sampdoria (1-5).
Il Catania ha all'attivo tre partecipazioni alla Coppa delle Alpi (1960-1964-1966). Nella prima edizione in assoluto, nel 1960, il torneo era strutturato in due turni in cui le squadre italiane affrontavano quelle svizzere in partite di andata e ritorno; la vittoria non andava a una singola squadra, bensì alla lega nazionale che otteneva più punti. In quell'occasione il Catania fu l'unica squadra a vincere sia la partita di andata sia quella di ritorno contro il Friburgo (2-0 in Svizzera, 7-2 al Cibali). Nel 1964 il Catania riuscì ad arrivare fino alla finale, per perdere 2-0 contro il Genoa. L'ultima partecipazione risale al 1966, dove la formula cambiò di nuovo: questa volta le squadre si trovarono in un solo girone e la vincitrice sarebbe stata la prima classificata. Il Catania concluse al sesto posto con 3 punti, frutto della vittoria contro il Basilea (1-0) e il pareggio contro il Servette (0-0).
Sempre negli anni sessanta vi furono anche due partecipazioni alla Coppa dell'Amicizia: la prima alla Coppa dell'Amicizia italo-franco-svizzera 1962 quando, dopo aver superato gli ottavi di finale ai danni del Montpellier, venne eliminato ai quarti dal Lens futuro campione; la seconda alla Coppa dell'Amicizia italo-francese 1963, venendo eliminato ai quarti di finale dal Lione. Inoltre prese parte all'edizione 1970-1971 della Coppa Mitropa, uscendo agli ottavi di finale contro gli jugoslavi del Čelik Zenica, futuri vincitori del torneo.

### Statistiche individuali
Il calciatore del Catania ad aver siglato più gol in campionato è Nicolò Nicolosi (78 reti). L'argentino Gonzalo Bergessio è invece il miglior marcatore in Serie A (35). Gionatha Spinesi ha messo a segno più reti durante l'arco di una sola stagione (23).
Durante la storia del club etneo otto calciatori sono stati premiati come capocannonieri, i primi due furono Ercole Bodini con 21 reti nel 1934, con il club in Prima Divisione e Marco Romano nel 1943-1944 con 26 reti in 17 partite. Romano, inoltre, è il calciatore ad avere il più alto quoziente reti della storia rossazzurra. Con la nascita del Calcio Catania 1946 il primo capocannoniere fu Arnaldo Cadei, con 18 realizzazioni, nella Serie C 1947-48. Tra gli anni cinquanta e settanta troviamo Michele Manenti, con 15 reti, nel 1953-1954 e Aquilino Bonfanti, con 13 centri nel 1969-1970. Dopo la radiazione del club etneo Giuseppe Mosca fu autore di 19 reti nel C.N.D. 1994-1995 e Tiziano D'Isidoro cannoniere nella stagione 1996-1997 in Serie C2 con 13 reti. Negli anni duemila il primo a vincere la classifica cannonieri è stato Davis Curiale nella stagione 2017-2018. Damiano Morra, con 320 presenze, è il calciatore con più presenze ufficiali, mentre Mariano Izco con 218 partite giocate in Serie A, detiene il record di presenze in massima serie.
Di seguito l'elenco dei calciatori più presenti e più prolifici di sempre in campionato e nelle coppe.
In grassetto i giocatori ancora in attività col club siciliano. Dati aggiornati al 28 settembre 2022. 
| Record di presenze - 320 Damiano Morra (1975-1984) - 284 Marco Biagianti (2007-2013; 2016-2020) - 280 Mariano Izco (2006-2014; 2020-2022) - 257 Rino Rado (1966-1973) - 239 Francesco Lodi (2011-2013; 2014; 2017-2020; 2022-2023) - 238 Giuseppe Mascara (2003-2004; 2005-2011) - 236 Luciano Buzzacchera (1965-1972) - 222 Nicola Fusco (1948-1955) - 220 Domenico Labrocca (1975-1981; 1982-1983) - 198 Angelo Pereni (1966-1972) | Record di reti - 78 Nicolò Nicolosi (1932-1937; 1939-1940; 1947-1949) - 61 Giuseppe Mascara (2003-2004; 2005-2011) - 54 Francesco Lodi (2011-2013; 2014; 2017-2020; 2022-2023) - 49 Gionatha Spinesi (2005-2009) - 45 Adelmo Prenna (1958-1964) - 45 Guido Klein (1950-1956) - 42 Loriano Cipriani (1989-1993) - 41 Giampietro Spagnolo (1973-1978) - 37 Gonzalo Bergessio (2011-2014) - 36 Claudio Ciceri (1974-1976; 1978-1979) |

## Tifoseria

### Storia

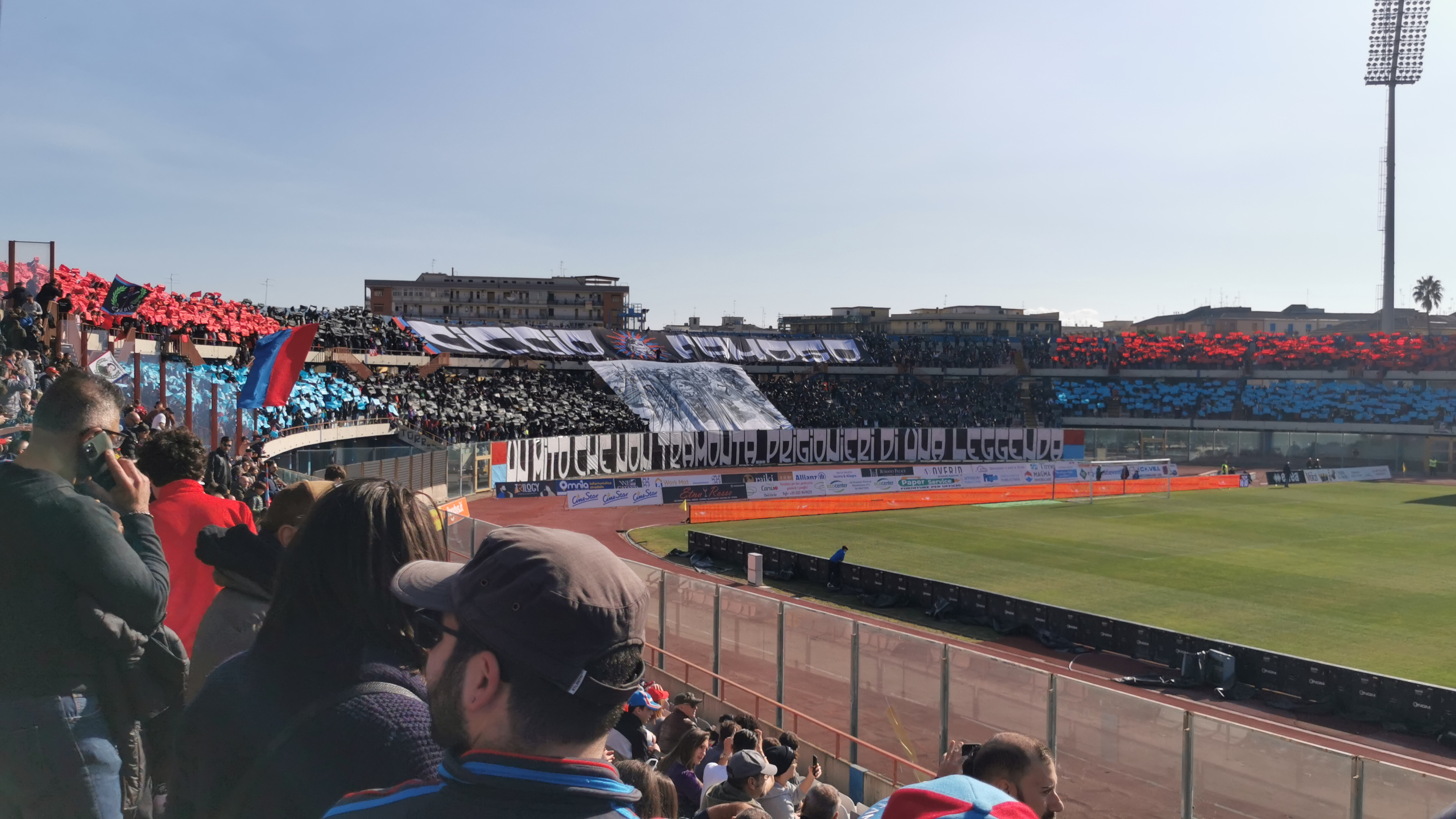
Curva Sud Catania

Il Catania dispone di una delle tifoserie più calde e colorate d'Italia. Nella stagione 2022-23 la tifoseria rossoazzurra con 11427 abbonamenti ha stabilito il record in Serie D piazzandosi davanti, persino, a numerose tifoserie di squadre di Serie A. Il tifo organizzato rossoazzurro nasce nel 1979 con la “Falange d'Assalto Rossazzurra”, fondata dal tifoso Francesco Famoso - detto Ciccio Falange - posizionatosi in Curva Nord; da allora numerosi sono stati i gruppi organizzati che sono stati creati quali “Onda d'Urto”, “Giovani Rossoazzurri” e gli “Irriducibili Ultras Ghetto”, posizionatisi nella Curva Sud.

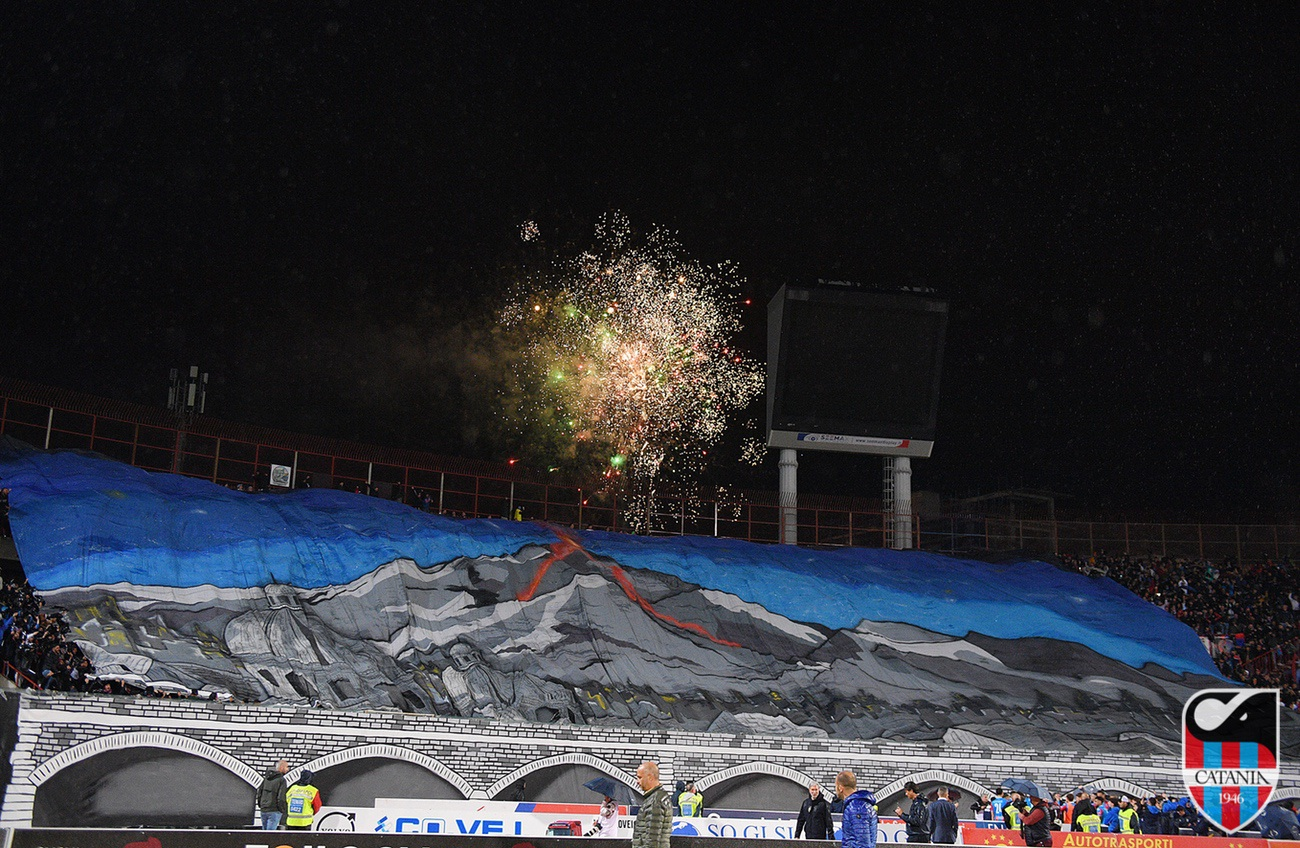
Curva Nord Catania

La Curva Nord è il settore dello Stadio Massimino che ospita il maggior numero di gruppi ultra, tra questi si segnalano, quelli denominati “Decisi” (poi divenuti principali esponenti di "A sostegno di una fede", ad oggi “CCN”), “Drunks”, “I Fumati”, “Stazione Clan”, “Skizzati Passarello”, “Piazza Palestro”, “I Pazzi”, “Zafferana Rossazzurra”, “Inarrestabili Marca Liotru”, “Cumacca Etnea” e i più recenti “Via San Jacopo”, “Quartiere Monte Po”, “Rione Cappuccini”, "Dannati Catania", “Street Boys”, “Cibali", “Gruppo Tondicello”; in Curva Sud sono sistemati gruppi che si identificano tutti sotto lo striscione “Estrema Appartenenza” e sono “Irriducibili”,“Bad Boys”, “95100”, “Ultras Ghetto”, “Liotrizzati”, "Supporta la squadra della tua città!", “Piazza Risorgimento” e la già citata Falange D'Assalto. Di gruppi presenti in Tribuna B, si segnalavano in passato gli ormai sciolti, A.N.R. (acronimo di "Associazione non riconosciuta"). Ad oggi, in Tribuna B il gruppo ultras di maggior spicco è “Mecha Klan”, nel settore sono presenti anche “Catania 1946”, “Tanarossoazzurra”, “S.A. Battiati”, “Banda Principe”, e “Simpson Boys”.

## Organico

### Rosa 2025-2026
Rosa aggiornata all'8 agosto 2025. 
| N. |                      | Ruolo | Calciatore         |
| -- | -------------------- | ----- | ------------------ |
|    | Lettonia (bandiera)  | P     | Klavs Bethers      |
|    | Italia (bandiera)    | P     | Gianmarco Bottaro  |
|    | Italia (bandiera)    | P     | Damiano Butano     |
|    | Italia (bandiera)    | P     | Andrea Dini        |
|    | Italia (bandiera)    | D     | Andrea Allegretto  |
|    | Argentina (bandiera) | D     | Tiago Casasola     |
|    | Italia (bandiera)    | D     | Alessandro Celli   |
|    | Italia (bandiera)    | D     | Matteo Di Gennaro  |
|    | Italia (bandiera)    | D     | Daniele Donnarumma |
|    | Italia (bandiera)    | D     | Mario Ierardi      |
|    | Italia (bandiera)    | D     | Simone Pieraccini  |
|    | Italia (bandiera)    | D     | Alessandro Raimo   |
|    | Italia (bandiera)    | D     | Tommaso Silvestri  |
|    | Italia (bandiera)    | C     | Salvatore Aloi     |

| N. |                    | Ruolo | Calciatore           |
| -- | ------------------ | ----- | -------------------- |
|    | Italia (bandiera)  | C     | Emanuele Cicerelli   |
|    | Italia (bandiera)  | C     | Andrea Corbari       |
|    | Italia (bandiera)  | C     | Francesco Di Tacchio |
|    | Italia (bandiera)  | C     | Giulio Frisenna      |
|    | Spagna (bandiera)  | C     | Kaleb Jiménez        |
|    | Italia (bandiera)  | C     | Gabriel Lunetta      |
|    | Italia (bandiera)  | C     | Gregorio Luperini    |
|    | Austria (bandiera) | C     | Manuel Martic        |
|    | Italia (bandiera)  | C     | Alessandro Quaini    |
|    | Italia (bandiera)  | A     | Marco Chiarella      |
|    | Italia (bandiera)  | A     | Filippo D'Andrea     |
|    | Italia (bandiera)  | A     | Francesco Forte      |
|    | Italia (bandiera)  | A     | Alex Rolfini         |
|    | Italia (bandiera)  | A     | Matteo Stoppa        |

### Staff tecnico
- Ivano Pastore - Direttore Sportivo
- Emanuele Passanisi - Segretario Sportivo
- Antonio Varsallona - Team Manager

Area tecnica
Staff tecnico
- Domenico Toscano - Allenatore
- Michele Napoli - Allenatore in seconda
- Ivan Moschella - Collaboratore Tecnico
- Antonello Degiorgi - Allenatore dei Portieri
- Gennaro Bruno - Match Analyst
- Andrea Nocera - Responsabile Preparazione Atletica
- Davide Gianninò - Collaboratore Preparazione Atletica
- Domenico Castello - Addetto alla Riabilitazione

Area Medica
- Francesco Riso - Coordinatore Area Medica
- Carmelo Amato - Responsabile Sanitario
- Cesare Cassisi - Medico Sociale